# Trybunał Główny Koronny w Lublinie

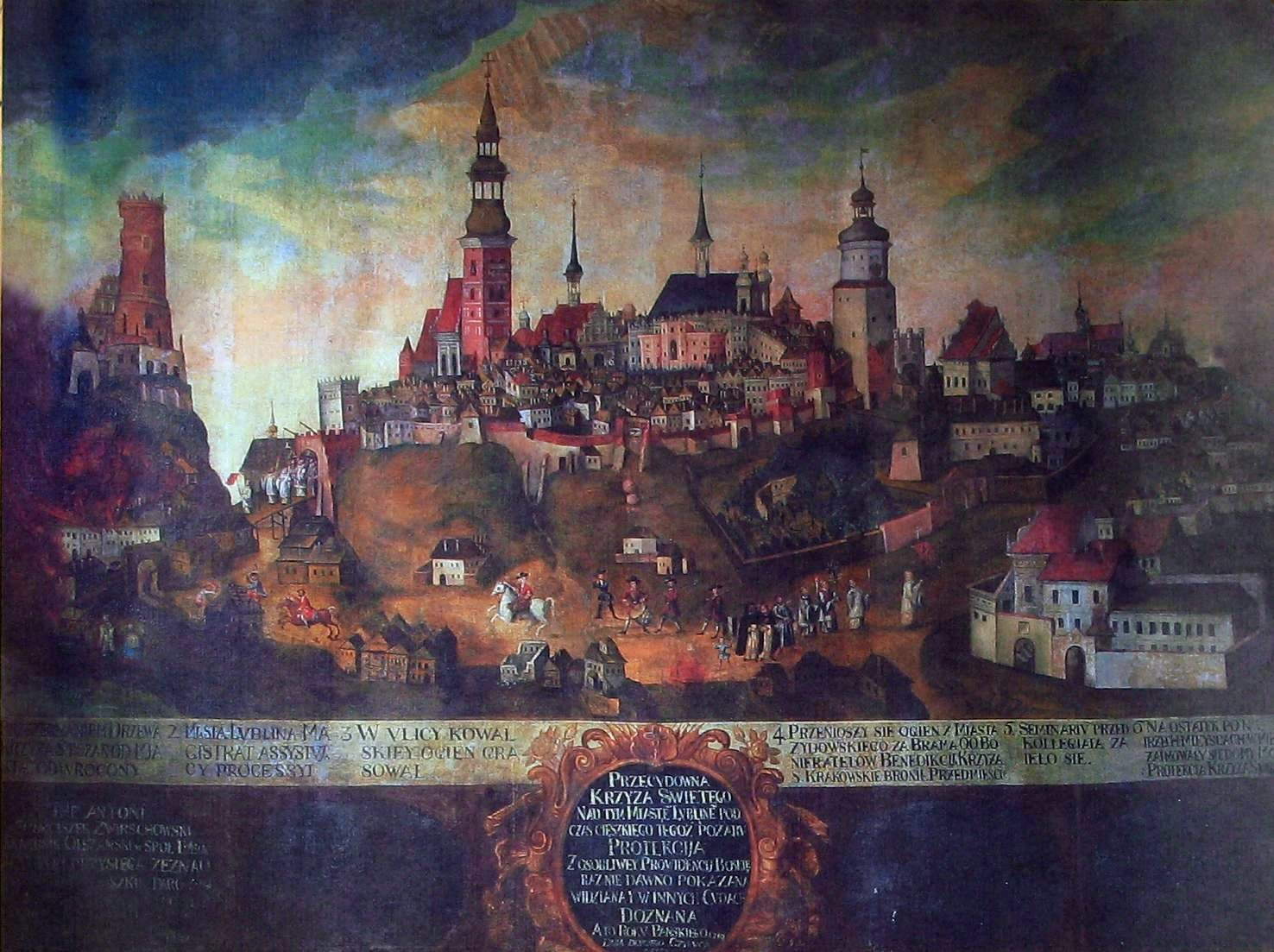
Budynek Trybunału na obrazie Pożar miasta Lublina z 1719 roku

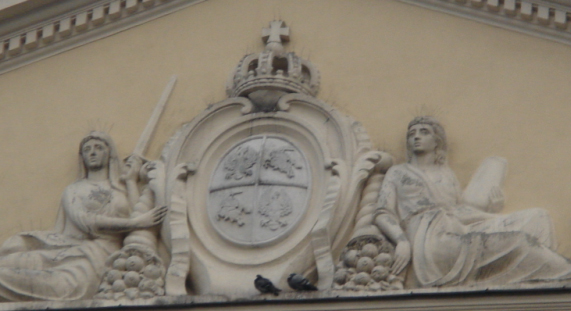
Trybunał Koronny, motyw z polskim Orłem i litewską Pogonią

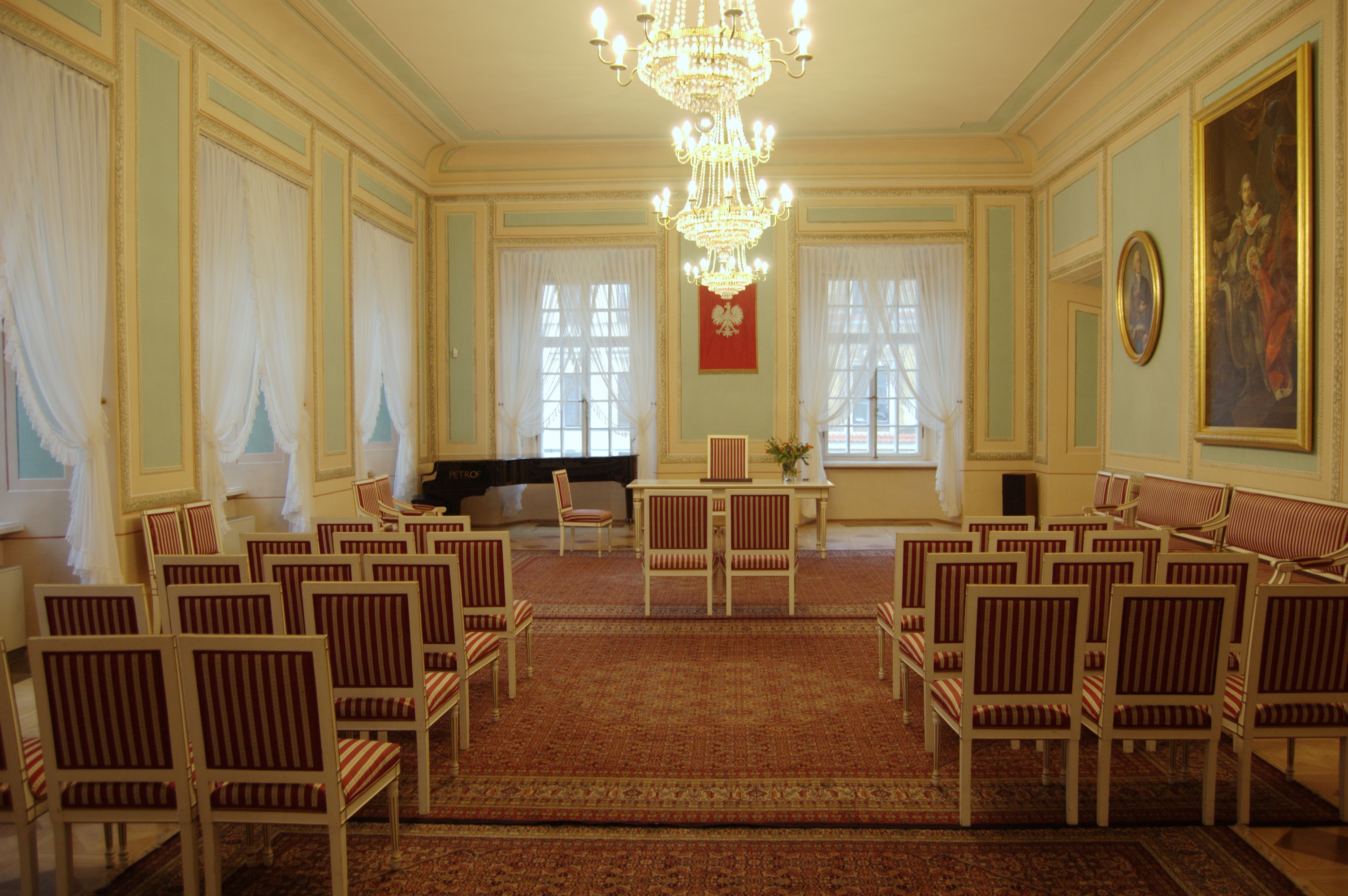
Jedna z sal w gmachu lubelskiego Trybunału, obecnie używana jako Sala Ślubów

Trybunał Główny Koronny w Lublinie – najwyższy sąd apelacyjny Korony Królestwa Polskiego I Rzeczypospolitej dla spraw prawa ziemskiego, ówcześnie szlacheckiego, na Małopolskę.

## Opis instytucji
W 1578 roku na sejmie walnym warszawskim król Stefan Batory zrzekł się dotychczasowych uprawnień najwyższego sędziego na rzecz stanowego sądu szlacheckiego. Jednocześnie utworzono nową instancję sądową – Trybunał Koronny (Iudicium Ordinarium Generale Tribunalis Regni). Odtąd sądem najwyższym (apelacyjnym) dla szlachty był Trybunał Koronny.
Miejscami posiedzeń sądów koronnych trybunalskich zostały: Piotrków dla Wielkopolski i Mazowsza, a Lublin dla Małopolski. W Lublinie Trybunał rozpoczynał obrady od poniedziałku po pierwszej niedzieli po Wielkanocy (Dominica Conductus Paschae) aż do wyczerpania wszystkich spraw wniesionych w danym roku, co zwykle trwało do św. Bartłomieja (24 sierpnia). Jednakże w 1611 r. na sejmie zwyczajnym w Warszawie podjęto decyzję o „przyczynieniu czasu do sądów trybunalskich”.

## Wpływ na życie miasta
Lublin dzięki Trybunałowi stał się centrum prawniczym Rzeczypospolitej szlacheckiej. Wraz z upadkiem ośrodków uniwersyteckich kształcących prawników, to sala trybunalska stała się dla wielu palestrantów uniwersytetem, tutaj właśnie stawiali swoje pierwsze kroki i nabywali praktyki. Korzystnie na ten fakt wpłynęła także bliskość Akademii Zamojskiej, gdzie studiowano prawo. Lublin przyciągał kandydatów do nauki prawa nie tylko z terenu Rzeczypospolitej, ale także cudzoziemców. Należy także podkreślić rolę Trybunału w życiu miasta. To dzięki niemu Lublin nie tylko przekształcił się w stolicę sądową, ale także w szybkim tempie rozwijał się. Niemalże natychmiast po jego utworzeniu w Lublinie zaczęły wzrastać pałace magnatów i dworki szlacheckie. Na czas sesji trybunalskiej życie w Lublinie ożywiało się.

## Gmach

### Okres funkcjonowania jako ratusz
Obecny budynek Trybunału Koronnego, wzniesiony na Rynku w Lublinie, zastąpił dawny drewniany ratusz, spalony w 1389 roku. Początkowo nowo wybudowany budynek pełnił funkcję miejskiego ratusza, a od 1578 roku mieścił się tam Trybunał Koronny dla szlachty z Małopolski.
Gotycki budynek dawnego ratusza wzniesiono w XIV wieku i była to budowla drewniana, z dwiema wieżami oraz zewnętrznymi schodami. Ówczesny ratusz spłonął w pożarze Lublina w 1389 roku, a kolejny, większy i murowany budynek wystawiono w tym miejscu również w stylu gotyckim. W pierwszej połowie XVI wieku podczas przebudowy budynku nadano mu wygląd renesansowy. Między innymi zwieńczono go attyką oraz dobudowano schody zewnętrzne wiodące na pierwsze piętro.
Po kolejnym pożarze Lublina w 1575 roku budynek został odbudowany w stylu renesansowym i miał nawiązywać do ratuszów w Sandomierzu i Tarnowie.

### Siedziba Trybunału
W latach 80. XVII wieku nastąpiła kolejna, tym razem barokowa przebudowa staromiejskiego gmachu. Zostało nadbudowane drugie piętro oraz przebudowana wieża, a o barokowym wyglądzie obiektu świadczy obraz Pożar miasta Lublina z 1719 roku, znajdujący się obecnie w kościele oo. Dominikanów.
W latach 1781–1787 gmach Trybunału został przebudowany do współczesnego wyglądu według projektu Dominika Merliniego, to jest nadwornego architekta Stanisława Augusta Poniatowskiego. Nadano mu wówczas klasycystyczny wygląd, budynek został rozbudowany i niemal dwukrotnie poszerzony. Wykończono także drugie piętro z przeznaczeniem dla sądów ziemskich, natomiast pozostałe wnętrza pozostawiono bez zmian. Całość zewnętrznych ścian Trybunału zdobią klasycystyczne pilastry, w tympanonie umieszczono relief przedstawiający symbol sprawiedliwości.
Charakterystyczna płaskorzeźba znajduje się na górze elewacji zewnętrznej. W tarczy, która znajduje się pośrodku tej płaskorzeźby są przedstawione dwa herby. Jednym z nich jest Orzeł będący symbolem Polski, drugim jest Pogoń – symbol Litwy. Nad herbem jest korona królów Polski zwieńczona krzyżem. Po obu zaś stronach herbu znajdują się postacie siedzących kobiet. Jedna z nich w ręku trzyma miecz, a druga wagę – symbole sprawiedliwości. U nóg jednej z nich leży lew. W 1977 roku płaskorzeźba została zrekonstruowana.
W Trybunale w czasach Stanisława Augusta mieściła się pracownia artystyczna królewskiego malarza Marcello Bacciarellego, czyli tzw. Bacciarellówka. Były nawet plany, aby urządzić tam pierwszą w Polsce akademię sztuk pięknych.
Pośród licznych obrazów zgromadzonych obecnie w gmachu Trybunału znajduje się między innymi portret króla Stefana Batorego oraz portret Stanisława Małachowskiego – marszałka Sejmu Czteroletniego.

### Współczesność
Obecnie w budynku dawnego Trybunału Koronnego mieści się Pałac Ślubów, a w podziemiach – dawnej piwnicy-winiarni i więzieniu – Lubelska Trasa Podziemna. Odbywają się tu również imprezy kulturalne, m.in. koncerty muzyczne, a część pomieszczeń zajmuje Muzeum Historii Ratusza i Trybunału Koronnego.

## Czarcia Łapa
Legenda lubelska, która ma swoje potwierdzenie w źródłach historycznych, a jej miejscem jest lubelski Trybunał Koronny. Jedna z jej wersji głosi, że w 1637 bądź 1638 roku w lubelskim Trybunale odbył się proces pewnej wdowy. Stroną w sporze był magnat, który przekupił sędziów. Zrozpaczona wdowa wzniosła ręce do krucyfiksu wiszącego w sali sądowej i zawołała: Gdyby diabli sądzili, wydaliby sprawiedliwszy wyrok!. Jeszcze tej samej nocy w sali posiedzeń trybunalskiego sądu pojawiły się zagadkowe postacie odziane w żupany, szlacheckie kontusze i w czarnych perukach. Pisarz, który notował przebieg rozprawy, spostrzegł diabelskie rogi ukryte we włosach i poczuł zapach siarki. Szatani wydali wyrok na korzyść kobiety, a żeby go przypieczętować, diabelski sędzia oparł się ręką o stół, wypalając w desce ślad dłoni. Wówczas to Chrystus na krucyfiksie w sali rozpraw odwrócił głowę, żeby nie patrzeć, jak diabelskie sądy są sprawiedliwsze od ludzkich. Krzyż Trybunalski do dziś znajduje się w jednej z kaplic w lubelskiej archikatedrze, a stół z wypaloną czarcią łapą, pochodzący sprzed 1578 roku, stoi w muzeum na Zamku.